# Ramna Stacks
Ramna Stacks är en grupp skär i Storbritannien.   De ligger i kommunen Shetlandsöarna och riksdelen Skottland. De ligger nordväst om ön Gruney.
Från norr till söder består Ramna Stacks av:
- Gaut Skerries
- Outer Stack
- Scordar
- Turla
- Hyter
- Ofoora
- Fladda
- Flae-ass
- Barlcudda